# Lia Bronsard
Pour les articles homonymes, voir Bronsard.
Lia Bronsard (née le 14 mars 1963) est une mathématicienne canadienne, professeure de mathématiques à l'Université McMaster.

## Formation et carrière
Bronsard est originaire du Québec. Elle effectue ses études de premier cycle à l'Université de Montréal, obtenant son diplôme en 1983 et elle obtient son doctorat en 1988 à l'Université de New York sous la direction de Robert V. Kohn.
Après des postes à court terme à l'Université Brown, à l'Institute for Advanced Study et à l'Université Carnegie-Mellon, elle part à l'Université McMaster en 1992,.

## Travaux
Dans ses recherches, elle a utilisé des écoulements géométriques pour modéliser la dynamique d'interface des systèmes à réaction-diffusion. Ses recherches portent également sur la formation de motifs, les joints de grains et les tourbillons dans les superfluides.

## Prix et distinctions
Elle a été présidente de la Société mathématique du Canada pour 2014-2016,. Elle est la lauréate 2010 du prix Krieger-Nelson.

## Sélection de publications
- (en) Bronsard, Lia ; Kohn, Robert V., « On the slowness of phase boundary motion in one space dimension », Communications on Pure and Applied Mathematics, vol. 8, no 43,‎ 1990, pp. 983–997 (DOI 10.1002/cpa.3160430804, MR 1075075)
- (en) Bronsard, Lia; Kohn, Robert V., « Motion by mean curvature as the singular limit of Ginzburg–Landau dynamics », Journal of Differential Equations, vol. 90, no 2,‎ 1991, pp. 211–237 (DOI 10.1016/0022-0396(91)90147-2, MR 1101239)
- (en) Bronsard, Lia; Reitich, Fernando, « On three-phase boundary motion and the singular limit of a vector-valued Ginzburg–Landau equation », Archive for Rational Mechanics and Analysis,‎ 1993, pp. 355–379 (DOI 10.1007/BF00375607, MR 1240580)